# アイギス THE FIRST MISSION
『アイギス THE FIRST MISSION』（アイギス ザ・ファーストミッション、AEGIS THE FIRST MISSION）は、ビービーエムエフより発売されたアクションRPG。

## 概要
アトラスより2006年に発売されたロールプレイングゲーム『ペルソナ3』の登場キャラクター「アイギス」を主人公にした外伝作品である。2007年10月29日よりNTTドコモのiモード用、11月14日よりソフトバンクモバイル用としてそれぞれ配信された。また、ジー・モードが展開するフィーチャーフォン用ゲームソフトの復刻プロジェクト「G-MODEアーカイブス+」向けとして、Nintendo Switch/Steam移植版が『ペルソナ3 アイギス THE FIRST MISSION』のタイトルで2024年6月6日に発売された。

## ストーリー
『ペルソナ3』の出来事の10年前の1999年5月を舞台に、屋久島の桐条エルゴノミクス研究所で起こった事件を描いている。

## 登場人物
アイギス
本作の主人公。七式アイギスであり、少女型の対シャドウ兵装ロボット。武器は銃器。ペルソナ「パラディオン」を使用する。
相沢 総太（あいざわ そうた）
アイギスの訓練を担当する教官。丸いサングラスをかけ、無精髭を生やしている。アイギスに「～であります」という口調を教えて君嶋に怒られる。ラフな性格で字は汚い。
君嶋 夕（きみじま ゆう）
アイギスの開発主任。胸元に大きな赤いリボンをつけている女性。前任者のリタイアにより若くしてアイギスの担当となった。アイギスの訓練を担当している相沢とは中学からの腐れ縁。
狭山 京香（さやま きょうか）
メガネをかけた女性所員でアイギスの整備担当。工房にてアイテムや装備品を販売してくれる。
岳羽 詠一郎（たけば えいいちろう）
『ペルソナ3』にも登場したゆかりの父親。シャドウについての研究をしている。
泊 隆志（とまり たかし）
屋久島に観光に来ている浪人生。

## システム
フィールドではアイギスの移動、戦闘マップでは銃撃による攻撃も行う。ジャンプ中にさらにジャンプすることで2段ジャンプも可能。また、SPを消費してペルソナ「パラディオン」による攻撃を行える。
敵として出現するシャドウを倒すことで経験値が一定値にたまるとアイギスはレベルアップし能力が上昇する。また、敵を倒すと現金も入手できる。これを使用してラボにて装備品やアイテムを購入できる。
アイギスは武器や防具を変更することで、攻撃力や防御力が変化する。また、武器が変更されると攻撃方法そのものも変わる。本作にもさまざまなアイテムが登場し、入手したものはメニュー画面からいつでも使用できる。アイテムは基本的に『ペルソナ3』に登場したものと同様だが、本作オリジナルのものも登場するが、中にはフィールド上で取得することでしか入手できないものもある。